# Audrey Tang

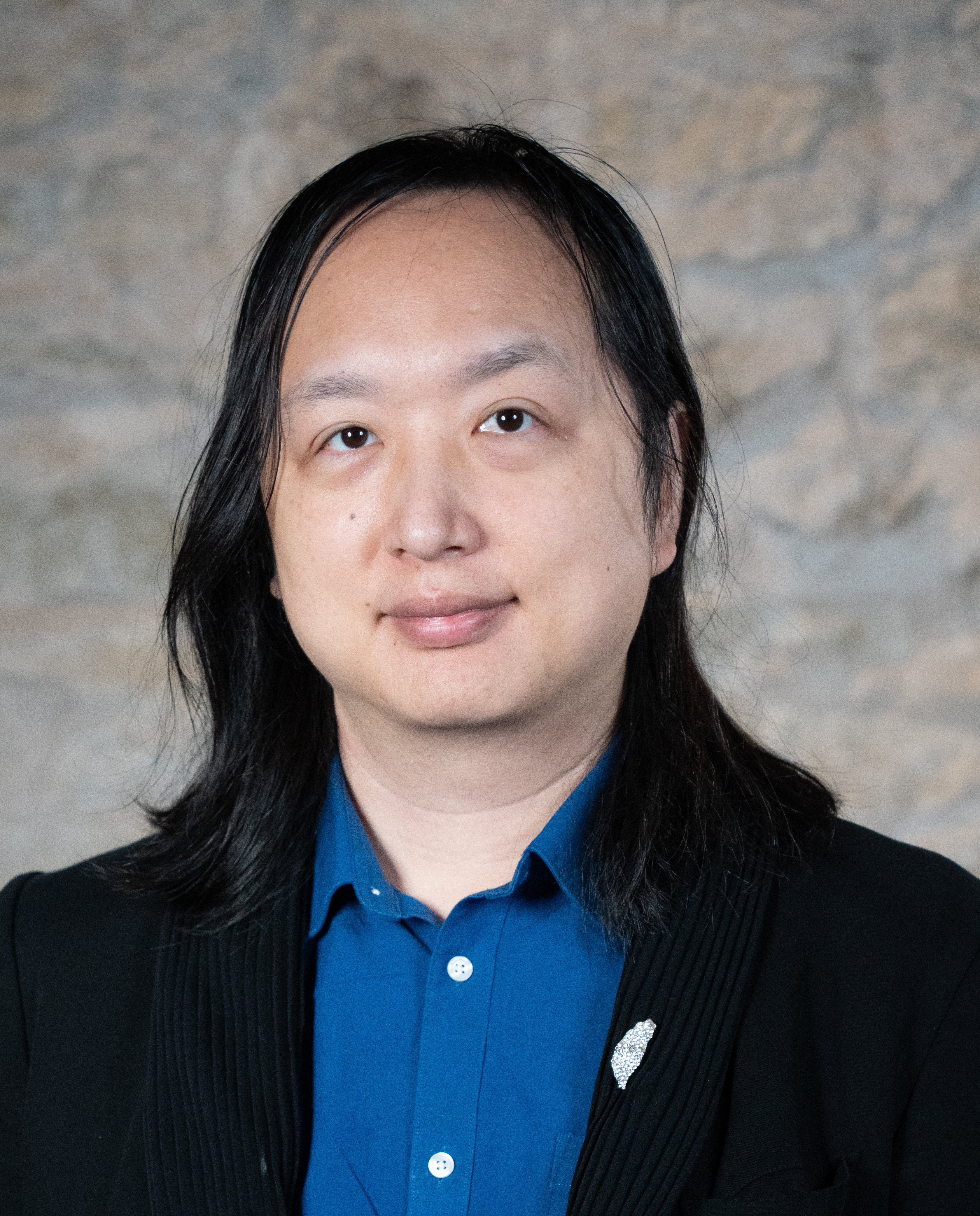
Audrey Tang beim South by Southwest 2025

Audrey Tang (chinesisch 唐鳳 / 唐凤, Pinyin Táng Fèng; * 18. April 1981 in Taipeh; früher bekannt als Autrijus Tang, Alias ehemals autrijus, jetzt audreyt) war Taiwans Digitalministerin und eine Freie-Software-Programmiererin.
Im August 2016 wurde Tang als Ministerin in Taiwans Exekutiv-Yuan berufen, womit Audrey Tang die erste Transgender-Person und die erste Beamtin mit nicht-binärem Geschlecht im obersten Exekutivkabinett war. Tang hat sich als „post-gender“ identifiziert und akzeptiert „jedes Pronomen, mit dem mich die Leute online beschreiben wollen“.

## Werdegang
Audrey Tang ist vor allem innerhalb der Perl-Gemeinschaft als Erfinderin und Hauptentwicklerin des PAR-Werkzeuges und Initiatorin und Führerin des Pugs-Projektes bekannt. Tang war insgesamt an über 100 Perl-Projekten beteiligt, wie dem neuen CPANPLUS-Modul. Tang führte smoke tests und digitale Signaturen im CPAN ein. Tang ist auch Übersetzerin von zahlreichen freien Computerprogrammen und mehrerer Bücher der Open-Source-Bewegung ins traditionelle Chinesisch. Als Schulabbrecherin ist sie eine Befürworterin der Autodidaktik und des Individual-Anarchismus, was einige Aufmerksamkeit der chinesischsprachigen Presse einbrachte.
Im Alter von acht Jahren lernte Audrey, zu programmieren.
Ende 2005 änderte sie offiziell ihr Geschlecht und daraufhin sowohl ihren chinesischen als auch ihren gewählten englischen Namen.
Im Jahre 2012 gehörte Tang zu den Gründern der freien Bürgerbeteiligungsplattform g0v.tw. Im Oktober 2016 wurde Tang Taiwans Digitalministerin, den Posten bekleidete sie bis zum Regierungswechsel 2024.
Durch den Einzug ins Parlament lernte Audrey Tang Freddy Lim, Bandleader der taiwanesischen Heavy-Metal-Band Chthonic, kennen. Es kam zu einer Kooperation zwischen Tang und der Band, indem Tang beim Megaport-Festival 2021 für einen Auftritt der Band mehrere Videoprojektionen beisteuerte, in denen sie auch selbst auftrat und auch Worte an das Publikum richtete.

## Film
- Taiwan – Demokratielabor im Schatten Chinas, Frankreich, 2020